# Imabari Shipbuilding
Imabari Shipbuilding (en Japonais: 今 治 造船 株式会社 Imabari Zōsen kabushiki-gaisha) est l'une des plus grandes entreprises japonaises de construction navale. Le groupe d'entreprises, qui appartient à la famille Higaki, exploite principalement des chantiers navals à Shikoku et Honshū et un chantier naval à Kyūshū.
Créées en 1901, les installations de construction navale de la préfecture d'Ehime ont été regroupées sous le nom de Imabari Shipbuilding le 15 janvier 1942.
Sur la base du tonnage brut achevé, la part de marché d'Imabari parmi les chantiers navals japonais en 2020 était d'environ 29,5 %, sa part de marché mondiale était d'environ 6,6 %.

## Histoire
La société a été fondée en 1901 par Tameji Higaki, arrière-grand-père du président actuel, Yukito Higaki.
En 1942, tous les chantiers navals autour d'Imabari et du comté d' Ochi dans la préfecture d'Ehime ont été fusionnés dans Imabari Shipbuilding Co., Ltd.
En 1956, le premier navire en acier Fuji Maru a été construit pour la société K Line.
En 1982, le 500e navire a été construit depuis 1956.
En 1997, le 1000e navire a été construit depuis 1956.
En 2012, le chantier naval de Saijo a construit le vraquier Cape Lily, qui est devenu le 2000e navire construit par l'entreprise depuis 1956.
En 2017, le MOL Truth a été construit, le plus grand porte-conteneurs au monde avec 20 000 équivalents vingt pieds (EVP).
En 2018, la société est devenue le leader mondial des commandes de porte-conteneurs, ayant reçu des commandes de 42 porte-conteneurs d'une capacité totale de 501 894 conteneurs.
Le 1er janvier 2021, Imabari Shipbuilding (avec 51 % des actions) et Japan Marine United (49 % des actions) ont fusionné pour créer une nouvelle coentreprise nommée Nihon Shipyard, couvrant la construction de tous types de navires à l'exception des méthaniers. Nihon Shipyard a son siège à Tokyo et emploie 500 personnes. En parallèle, Imabari Shipbuilding a racheté 30% du capital de JMU.
La coopération entre ces deux entreprises japonaises en fait l'une des plus grandes entreprises d'ingénierie marine et de construction navale au monde,.

## Installations actuelles
- Le site d'Imabari abrite le siège social et un chantier naval. Il est situé à Imabari, dans la préfecture d'Ehime, sur l'ile de Shikoku[9].
- L'installation de Marugame comprend un quartier général et un chantier naval, sur l'ile de Shikoku[9].
- Le chantier naval de Saijō, également situé dans la préfecture d'Ehime[9].
- Le chantier naval d'Hiroshima, situé sur l'île d'Honshū, la plus grande île japonaise. Il appartenait à l'entreprise de construction navale Koyo Dockyard Co., Ltd., a rejoint Imabari Shipbuilding en 1986 et acquis le 1er février 2014[9].
- La société Iwagi Zosen Co., Ltd., dans la ville de Kamijima, préfecture d'Ehime se spécialise dans la construction de cargos spéciaux. La société a été fondée le 25 mai 1971. En 1983, elle est devenue une filiale d'Imabari Shipbuilding[9].
- Le chantier naval Shimanami Co., Ltd., sur la petite île d'Hakatajima appartenant à la ville d'Imabari, se spécialise dans la construction de navires de taille moyenne. Il a été fondé le 1er avril 2005[9].
- La société Shin Kasado Dockyard Co., Ltd., sise dans la ville de Kudamatsu, préfecture de Yamaguchi a été fondée le 1er avril 1988. En 2005, elle s'associe à Imabari Shipbuilding. En 2018, elle devient une filiale[9].
- La société I-S Shipyard Co., Ltd. (ja) est également dans la ville d'Imabari. Elle a été fondée en mai 1988 et a rejoint le groupe en octobre 2001. Elle devient une filiale le 1er avril 2008[9].
- Le chantier naval Tadotsu Shipyard Co., Ltd. est une ancienne entreprise qui a prise son nom actuel le 27 mars 2013. Le chantier est situé à Tadotsu sur l'ile de Shikoku. Il intègre Imabari le 1er janvier 2015[9].
- La société Minaminippon Shipbuilding Co., Ltd. (ja) se situe dans la ville d'Ōita, sur l'ile de Kyūshū. Fondée le 14 mars 1974, elle rejoint Imabari en 2018 à la suite de grandes difficultés financières[9].